# Giuse Ngụy Cảnh Nghĩa
Giuse Ngụy Cảnh Nghĩa còn được gọi với cái tên khác là Giuse Ngụy Cảnh Nghi (sinh 1958, tiếng Trung:魏景義, tiếng Anh:Joseph Wei Jing-yi) là một giám mục người Trung Quốc của Giáo hội Công giáo Rôma. Ông hiện đảm trách chức vị Giám mục Phủ doãn Hạt Phủ doãn Tông Tòa Tề Tề Cáp Nhĩ.

## Tiểu sử
Giám mục Ngụy chào đời tại Trung Quốc khoảng tháng 5 năm 1958. Sau khoảng thời gian dài theo học tại các chủng viện, với sự quyết tâm và lòng kiên trì, năm 1985, Phó tế Nghĩa được thụ phong chức vị linh mục.
Tuy chỉ mới thụ phong và còn rất trẻ, nhưng linh mục Ngụy đã có vai trò quan trọng khi tham dự Mật nghị tại thôn Trương Nhị Sách được tổ chức vào tháng 11 năm 1989, thuộc huyện Tam Nguyên, tỉnh Thiểm Tây. Hội nghị với các thành phần tham dự là khoảng hai mươi người bao gồm hai mươi giám mục hoặc các đại diện giám mục của Giáo hội thầm lặng Trung Quốc và đạt được việc xúc tiến thành lập Hội đồng Giám mục Trung Quốc sinh hoạt ngoài sự kiểm soát của chính phủ. Sau khi tham dự hội nghị này, từ tháng 9 năm 1990 đến tháng 12 năm 1992, linh mục Ngụy bị chính quyền Trung Quốc cầm tù.
Tòa Thánh chọn linh mục Ngụy làm Giám mục Phó Hạt Phủ doãn Tông Tòa Tề Tề Cáp Nhĩ, lễ tấn phong cho vị tân chức được cử hành sau đó vào tháng 6 năm 1995. Giám mục Ngụy từng ba lần bị cầm tù và bị hạn chế tự do cá nhân. Tháng 8 năm 2000, giám mục Phủ doãn Phaolô Quách Văn Trị từ nhiệm ở tuổi 80, ông chính thức đảm trách Hạt phủ doãn này từ đây.